# 桂东南陆川盘龙抗日支队涂明堃抗日大队活动旧址
桂东南陆川盘龙抗日支队涂明堃抗日大队活动旧址，位于中国广东省湛江市廉江市石角镇山底村，为湛江市廉江市的一个市级文物保护单位，类型为近现代重要史迹及代表性建筑，公布时间为1994年4月17日。
桂东南陆川盘龙抗日支队涂明堃抗日大队活动旧址的历史年代为抗日战争时期。